# Marcel Mosch
Marcel Mosch (* 20. Mai 1993 in Gründau) ist ein deutscher Fußballspieler.

## Karriere
Marcel Mosch wuchs in Gründau bei Frankfurt am Main auf und begann das Fußballspielen beim FSV Lieblos. Mit acht Jahren schloss er sich den Offenbacher Kickers an und durchlief von da an die weiteren Jugendjahre beim OFC. 2012 wechselte der Stürmer in die U 23 des Vereins in der Hessenliga. Von Anfang an war er dort Stammspieler, nachdem er in den ersten vier Spielen drei Torvorlagen gegeben und ein Tor selbst erzielt hatte. Als Ende 2012 Stammstürmer Mathias Fetsch in der Profimannschaft ausfiel, holte ihn Trainer Arie van Lent als Ersatz ins Team. Am 1. Dezember saß er in der Partie gegen den Halleschen FC erstmals in der 3. Liga auf der Bank und gab in der Schlussviertelstunde sein Profidebüt. Im August 2014 wurde sein Vertrag bei den Offenbacher Kickers aufgelöst und Mosch wechselte zum SV Seligenporten in die Regionalliga Bayern. Zur Saison 2015/16 wechselte er zum Ligakonkurrenten Wacker Burghausen, den er nach der Saison wieder verließ. Zur Saison 2016/17 wechselte er zurück zum SV Seligenporten. Ein Jahr später folgte dann sein Wechsel zu Borussia Fulda in die Hessenliga. Seit der Saison 2020/21 spielt er bei den Sportfreunden Siegen in der Oberliga Westfalen, wo er einen Stammplatz im Mittelfeld innehat.